# Clubmans 1000 cc TT
De Clubmans 1000 cc TT was vroeger een raceklasse tijdens de Isle of Man TT. Ze werd alleen tijdens de TT van 1949, de TT van 1950 en de TT van 1953  verreden. 

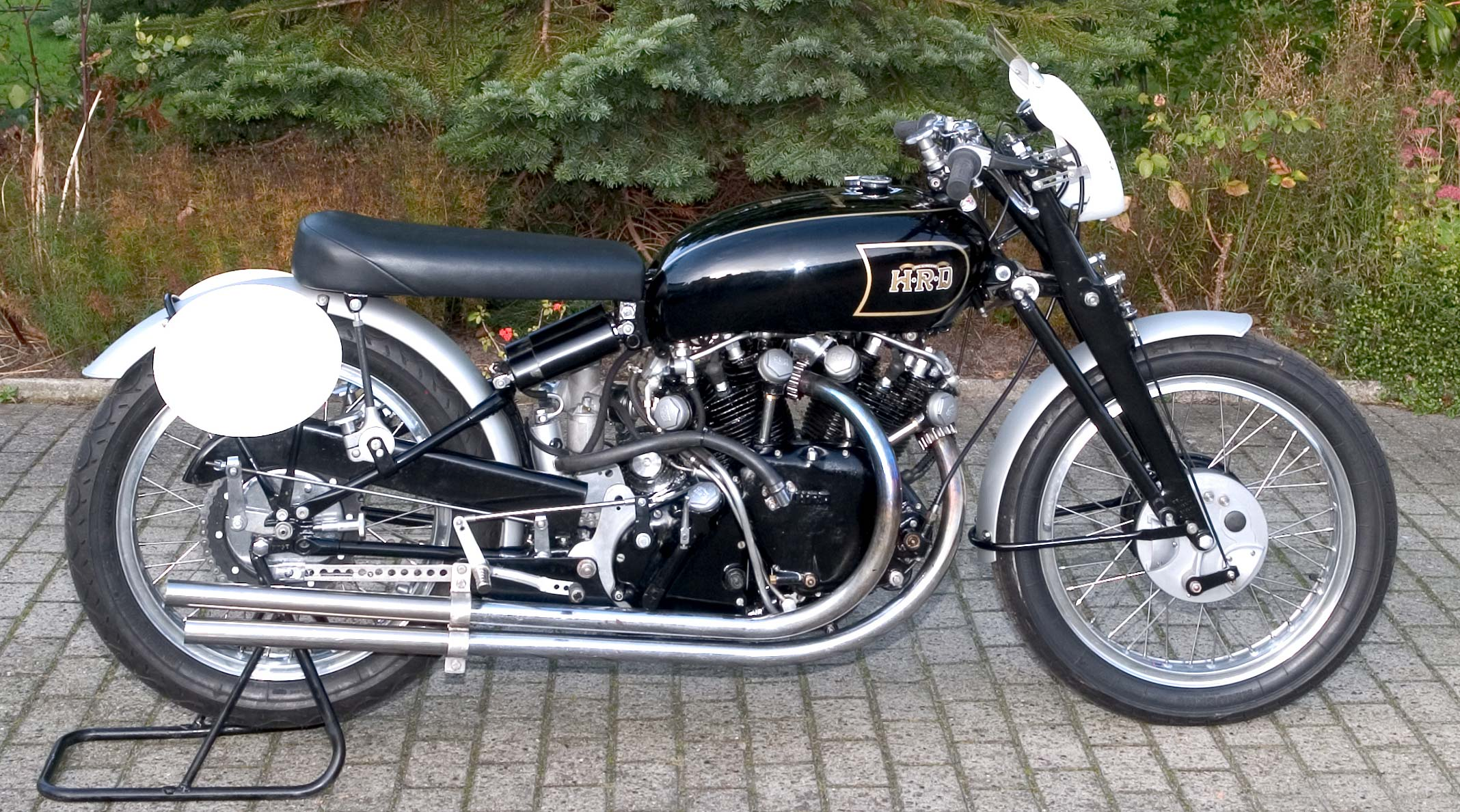
Vincent Black Lightning

## Voorgeschiedenis
De Isle of Man TT was vanaf 1923 uitgegroeid tot een wegrace-evenement waarbij in het algemeen meer professionele coureurs, vaak fabrieksrijders met echte racemotoren aan de start kwamen. In dat jaar was het Manx Amateur Road Race Championship (MARRC) ingevoerd. Zoals de naam al zegt was dit evenement, dat net als de "echte" TT op de Snaefell Mountain Course werd verreden, voor amateurs bedoeld. Ook zij gebruikten racemotoren, vrijwel altijd productieracers. 
Al in de jaren dertig ontstonden er in het hele Verenigd Koninkrijk raceclubs, waarbij niet met racemotoren, maar met sportmotoren voor de openbare weg gereden werd. Deze liefhebberij groeide snel toen er na de Tweede Wereldoorlog tientallen primitieve maar nu ongebruikte vliegvelden lagen. Tijdens de TT van 1947 kregen deze clubmanracers voor het eerst de kans om in hun eigen klasse deel te nemen. Zo ontstonden de 250cc-Clubmans Lightweight TT, de 350cc-Clubmans Junior TT en de 500cc-Clubmans Senior TT. Deze drie klassen reden tegelijk, maar de prijzen werden uiteraard per klasse uitgereikt. 
Tijdens de TT van 1948 werd de Clubmans Senior TT opengesteld voor machines tot 1.000 cc. Tot dat moment waren de 29pk-sterke Norton Internationals het snelst geweest, maar ze konden geen vuist maken tegen de 70pk-Vincent Black Lightning. De Norton haalde met moeite 160 km/uur, maar de Vincent haalde 240 km/uur en kon worden voorzien van aluminium onderdelen, lichte racevelgen en speciale racebanden.
Protesten bleven niet uit en men besloot om tijdens de TT van 1949 een eigen klasse voor de 1.000cc-motorfietsen in te stellen.

## Clubmans 1000 cc TT
De Clubmans 1000 cc TT van 1949 trok slechts tien deelnemers: negen Vincent-HRD's en één Ariel Square Four. Vijf machines haalden de finish en de winnaar was Dennis Lashmar. Zijn machine was dan ook onder handen genomen door een oud werknemer van Vincent-HRD die bij de motorzaak van Rex Judd in de Londense wijk Stanmore onder leiding van coureur Stan Pike werkte. 
De Clubmans 1000 cc TT van 1950 had elf deelnemers en werd gewonnen door Alex Phillip. Nu droegen alle machines de merknamen HRD, Vincent of Vincent-HRD. 
In 1949 was het wereldkampioenschap wegrace ingevoerd, dat was geopend met de TT op Man. De Fédération Internationale de Motocyclisme kreeg de 125cc-klasse maar moeilijk van de grond. De Britten hadden er totaal geen belangstelling voor, maar in de Zuid-Europese landen, met name Italië, was ze populair. In het seizoen 1950 had de klasse in het wereldkampioenschap wegrace slechts drie wedstrijden gekregen, maar tijdens de Ulster Grand Prix waren er slechts drie (Italiaanse) deelnemers aan de start gekomen. De FIM voerde de druk op om meer organisatoren te bewegen de klasse in te plannen. Dat gebeurde tijdens de Spaanse Grand Prix en de TT van Man. Bovendien werd bepaald dat een race pas geldig was als er minstens zes deelnemers waren. De Auto-Cycle Union liet de 125cc-klasse onder de naam Ultra-Lightweight TT aantreden, maar offerde daar twee andere klassen voor op: de Clubmans Lightweight TT en de Clubmans 1000 cc TT. Ook tijdens de TT van 1952 stonden deze klassen niet op het programma, maar tijdens de TT van 1953 kwam de Clubmans 1000 cc TT weer terug. Het werd opnieuw een aanfluiting, met slechts acht deelnemers, allemaal op Vincents. 
Op die manier was de klasse niet te handhaven. Ze had nooit veel belangstelling gekregen en het deelnemersveld was altijd klein. In 1954 werd ze definitief afgeschaft. In 1957 werden ook de Clubmans Junior TT en de Clubmans Senior TT afgeschaft. Ze werden in 1959 vervangen door de 350 Formula One TT en de 500 Formula One TT en in 1967 door de Production TT. 

## Clubmans 1000 cc TT resultaten
| Jaar | Klasse              | Circuit         | inhoud   | 1e                                | 2e                              | 3e                            |
| ---- | ------------------- | --------------- | -------- | --------------------------------- | ------------------------------- | ----------------------------- |
| 1949 | Clubmans 1000 cc TT | Mountain Course | 1.000 cc | Dennis Lashmar, 998cc-Vincent-HRD | James Wright, 998cc-Vincent-HRD | Pat Wilson, 998cc-Vincent-HRD |
| 1950 | Clubmans 1000 cc TT | Mountain Course | 1.000 cc | Alex Philip, 998cc-HRD            | John Alexander, 998cc-HRD       | Red Young, 998cc-HRD          |
| 1953 | Clubmans 1000 cc TT | Mountain Course | 1.000 cc | George Douglas, 998cc-Vincent     | Geoffrey Clark, 998cc-Vincent   | Peter Peters, 998cc-Vincent   |